# Güneykaya, Akseki
Güneykaya là một xã thuộc huyện Akseki, tỉnh Antalya, Thổ Nhĩ Kỳ. Dân số thời điểm năm 2011 là 368 người.